# Sweet Lorraine
Sweet Lorraine – popularna piosenka napisana przez Cliffa Burwella (muzyka) oraz Mitchella Parisha (tekst). Została opublikowana w 1928 roku i od tamtego czasu stała się jednym z najbardziej znanych jazzowych utworów. Własne wersje dzieła nagrali m.in. Rudy Vallee w 1928, Teddy Wilson w 1935 i Nat King Cole w 1940, którego wersja odniosła zresztą największy sukces.